# Patrick Renversé
Patrick Renversé (* 1. November 1959) ist ein französischer Tischtennisspieler.
Renversé gehörte in den 1980er Jahren zu den besten Spielern Frankreichs und wurde Europameister mit der Mannschaft.
Renversé gewann viermal die französischen Meisterschaften im Einzel (1983–1985, 1987) und zweimal jeweils mit Bruno Parietti im Doppel (1981, 1983). Mit AS Messine Paris wurde er 1982 französischer Mannschaftsmeister. Zwischen 1979 und 1989 nahm er sechsmal an Weltmeisterschaften und dreimal an Europameisterschaften teil. Dabei holte er bei der EM 1984 Gold mit der französischen Mannschaft und zwei Jahre später Silber.

## Turnierergebnisse
| Verband | Veranstaltung       | Jahr | Ort       | Land             | Einzel     | Doppel        | Mixed        | Team |
| ------- | ------------------- | ---- | --------- | ---------------- | ---------- | ------------- | ------------ | ---- |
| FRA     | Europameisterschaft | 1988 | Paris     | Frankreich       |            | Viertelfinale |              |      |
| FRA     | Europameisterschaft | 1986 | Prag      | Tschechoslowakei |            |               |              | 2    |
| FRA     | Europameisterschaft | 1984 | Moskau    | Sowjetunion      |            |               |              | 1    |
| FRA     | Weltmeisterschaft   | 1989 | Dortmund  | BR Deutschland   | letzte 128 | letzte 32     | keine Teiln. | 17   |
| FRA     | Weltmeisterschaft   | 1987 | Neu-Delhi | Indien           | letzte 16  | letzte 64     | letzte 128   | 13   |
| FRA     | Weltmeisterschaft   | 1985 | Göteborg  | Schweden         | letzte 128 | letzte 64     | letzte 32    | 8    |
| FRA     | Weltmeisterschaft   | 1983 | Tokio     | Japan            | letzte 64  | letzte 64     | letzte 64    | 8    |
| FRA     | Weltmeisterschaft   | 1981 | Novi Sad  | Jugoslawien      | letzte 128 | letzte 64     | Scratched    | 5    |
| FRA     | Weltmeisterschaft   | 1979 | Pjöngjang | Nordkorea        | letzte 128 | letzte 32     | letzte 16    | 5    |